# Oulad Hamayd
Oulad Hamayd (Hamayd, Aulad Hamayd), jedno od plemena iz nomadske beduinske grupe Baggara naseljeno južno od grada Um Ruaba u središnjem Sudanu u wilayatu Sjeverni Kordofan. Zajedno s plemenima Dubab, Ghodiat, Hawazma, Terayfia, Tomam, Tumbab i još nekima pripadaju užoj baggarskoj skupini Bederia (Bedayria).